# 耶日·皮耶奇克
耶日·皮耶奇克（波蘭語：Jerzy Pietrzyk，1955年4月17日—），波兰男子田径运动员。他曾代表波兰参加1976年和1980年夏季奥林匹克运动会田径比赛，其中1976年奥运会获得一枚银牌。